# Anotogaster cornutifrons
Anotogaster cornutifrons – gatunek ważki z rodziny szklarnikowatych (Cordulegastridae). Znany tylko z okazów typowych odłowionych w czerwcu 1936 roku na południu chińskiej prowincji Shaanxi. W 2024 roku Schneider i inni zsynonimizowali ten takson z Anotogaster kuchenbeiseri.